# Akpro-Missérété
Akpro-Missérété è una città situata nel dipartimento di Ouémé nello Stato del Benin con 83 159 abitanti (stima 2006).